# Lízin saxofon
Lízin saxofon (v anglickém originále Lisa's Sax) je 3. díl 9. řady (celkem 181.) amerického animovaného seriálu Simpsonovi. Scénář napsal Al Jean a díl režíroval Dominic Polcino. V USA měl premiéru dne 19. října 1997 na stanici Fox Broadcasting Company a v Česku byl poprvé vysílán 9. listopadu 1999 na stanici ČT1.

## Děj
Homer a Bart sledují v televizi The WB Television Network, když je vyruší Líza hrající v ložnici na saxofon. Bart vstoupí do Líziny ložnice a snaží se jí saxofon sebrat, ale nechtěně ho vyhodí z okna. Přistane uprostřed ulice, kde ho přejedou automobily a rozšlápne Nelson Muntz. V období smutku Líza prozradí, že si nepamatuje, že by ten saxofon někdy neměla, a tak Homer vypráví o původu nástroje. 
V retrospektivě, v roce 1990 jde Bart na svůj první školní den, ale moc se mu ve škole nedaří a upadá do deprese. Právě během diskuzí o Bartově budoucnosti si školní psycholožka uvědomí, že mladá Líza je velmi inteligentní, a řekne Homerovi a Marge, že musí rozvíjet jejího nadaného ducha. Pokusí se poslat Lízu na soukromou školu, ale školné stojí 6 000 dolarů. Mezitím Springfield zasáhnou hrozná vedra a Homer ušetří 200 dolarů na koupi klimatizace. Marge však Homera požádá, aby ji nekupoval, dokud nepřijdou na to, jak Líze pomoci. Ve škole se Bart baví s Milhousem a dělá prdící zvuky, což Milhouse pobaví. Povzbuzený Bart baví skupinu dětí a vydává se na cestu stát se školním vtipálkem. 
Při cestě za nákupem nové klimatizace Homer zjistí, že hudební nástroj je způsob, jak povzbudit nadané dítě, a následně obětuje peníze za klimatizaci, aby Líze koupil její první saxofon. V přítomnosti se Marge zmíní, že na účtu klimatizace nějaké peníze jsou, a tak se Homer rozhodne koupit Líze další saxofon.

## Produkce
Lízin saxofon je první epizodou, u které si Al Jean připsal autorství. Před touto epizodou se o všechny své scenáristické zásluhy dělil s Mikem Reissem. Epizoda byla napsána s malým štábem, který tvořili mimo jiné Jean, Reiss a David Stern. Podle Reisse závěrečná epizoda obsahovala 80–90 % Jeanova původního scénáře. Jedná se o šestou retrospektivní epizodu, kterou seriál natočil. Takoví jsme byli byla první retrospektivní epizoda a Homer v ní maturoval v roce 1974, což ztěžovalo realistické časové zařazení, protože tato epizoda se odehrává v roce 1990. Nápad na úvod ve stylu seriálu All in the Family Jean vymyslel při čekání na soudní proces s O. J. Simpsonem. Epizoda byla velmi krátká a klip, ve kterém Líza hraje na saxofon na konci, byl přidán kvůli prodloužení.
Pastelovou kresbu Krustyho nakreslil celou Dominic Polcino, který prozradil, že je to jediné originální dílo vytvořené výhradně jím, které se objevilo v epizodě. Pastelovou kresbu vytvořil s ohledem na tuto skutečnost. Pro Polcina bylo snadné režírovat tuto epizodu, protože v ní nebylo mnoho lidí a byla to „uzemněná epizoda“. Jedná se o poslední epizodu, ve které má Doris Grauová mluvící roli kuchařky Doris, ačkoli tato epizoda byla odvysílána téměř dva roky po její smrti. Je to také naposledy, kdy tato postava promluví, a to až do epizody 18. série Žabař, kuchař, manželka a její Homer, kdy ji namluvila Tress MacNeilleová.

## Kulturní odkazy
Když Homer vypráví Bartovi a Líze o roce 1990, říká: „V pořadu Tracey Ullmanové se mezi skeči a písničkami objevily první příběhy rodiny Simpsonových.“ Jedná se o narážku na debut Simpsonových jako „nárazníků“ vysílaných před a po reklamách v pořadu The Tracey Ullman Show. Píseň „Those Were the Days“ paroduje úvodní titulky televizního pořadu All in the Family. Jedním z lidí, kteří přejedou saxofon, je muž na tříkolce, který okamžitě spadne. Jedná se o odkaz na pořad Rowan & Martin's Laugh-In. Na začátku retrospektivy je slyšet píseň „Don't Worry, Be Happy“ od Bobbyho McFerrina. Doktor Dlaha si v retrospektivě upravil vlasy a oblečení, a vypadal tak jako pan T v seriálu A-Team. Homer je vidět, jak se dívá na Twin Peaks, a Obr je pak zobrazen, jak tančí valčík s Bílým koněm. Když v obchodě s hudebninami King Toot kupuje Homer Líze její první saxofon, je v pozadí kytara, která je podobná kytaře „Frankenstrat“ Eddieho Van Halena. Na fotografii vedle Kenta Brockmana ve zprávách je Kent vymodelovaný po vzoru dívky z loga obchodní značky Coppertone. Na konci epizody, než hudba přejde do standardní písně seriálu, předvede Líza na svůj nový saxofon krátkou, hrubší interpretaci písně „Baker Street“ od Gerryho Raffertyho. 

## Přijetí
V původním vysílání skončil díl v týdnu od 13. do 19. října 1997 na 51. místě v žebříčku sledovanosti s ratingem 8,2, což odpovídá přibližně 8,0 milionům domácností. Byl to druhý nejlépe hodnocený pořad na stanici Fox v tomto týdnu, hned po Tatíku Hillovi a spol.
Autoři knihy I Can't Believe It's a Bigger and Better Updated Unofficial Simpsons Guide, Warren Martyn a Adrian Wood, ji označili za „úžasnou epizodu, plnou zábavného, sebereferenčního vtipu“ a uvedli, že „je obzvlášť příjemné konečně zjistit, co způsobilo, že se Bart vydal na cestu k temné straně“.
Robert Canning ze serveru IGN epizodu velmi chválil a uvedl, že je „nejen velmi vtipná, ale také nabitá simpsonovským srdcem“.
Recenze vydání 9. série Simpsonových na DVD v deníku The San Diego Union-Tribune vyzdvihla Lízin saxofon spolu s díly Všichni zpívají a tančí a Kam s odpadem? jako jedny z nejpamátnějších epizod seriálu.
Stephen Becker z deníku The Dallas Morning News poznamenal, že 9. série „má zvláštní náklonnost k Líze“, a ve své recenzi DVD vyzdvihl tuto epizodu spolu s Ponorkobusem a Lízou z rodu Simpsonů.
Část epizody, v níž dvě školačky při hraní si skandují číslice pí, použili matematici Sarah J. Greenwaldová z Appalačské státní univerzity a Andrew Nestler ze Santa Monica College na webové stránce o matematice v Simpsonových.